# 파호
파호(波豪, To Be Number One)는 홍콩에서 제작된 반문걸 감독의 1991년 범죄, 드라마 영화이다. 여량위 등이 주연으로 출연하였고 맥당웅 등이 제작에 참여하였다.

## 출연

### 주연
- 여량위
- 정칙사
- 장위건
- 우리

### 조연
- 이자웅
- 엽동
- 엽자미
- 증강
- 오계화
- 서금강
- 임달화
- 오맹달
- 유순

## 제작진
- 미술: 낙역령